# Омельченко, Николай Алексеевич
Никола́й Алексе́евич Оме́льченко (род. 25 сентября 1949, село Вознесеновское, Апанасенковский район, Ставропольский край, СССР) — советский и российский историк и политолог. Доктор исторических наук (1995), профессор (1997). Профессор и заведующий кафедрой государственного управления и политических технологий Государственного университета управления (ГУУ).

## Биография
Родился 25 сентября 1949 года в селе Вознесеновское Апанасенковского района Ставропольского края.
В 1979 году окончил исторический факультет МГУ имени М. В. Ломоносова по специальности «История», присвоена квалификация — историк-преподаватель.
В 1981—1985 годах обучался в аспирантуре Института истории СССР АН СССР, ученик известного исследователя советской интеллигенции, доктора исторических наук С. А. Федюкина.
В 1985 году защитил диссертацию на соискание учёной степени кандидата исторических наук по теме «Проблема культурного наследия в идейной жизни советского общества первой половины 20-х годов» (специальность 07.00.02 — история СССР).
В 1995 году защитил диссертацию на соискание учёной степени доктора исторических наук по теме «Общественно-политическая мысль российского зарубежья об истоках, значении и историческом опыте революции 1917 года в России» (специальность 07.00.02 — Отечественная история).
В 1997 году присвоено ученое звание профессора по кафедре «Государственное управление».
В 1991—2010 годах — доцент, затем профессор кафедры государственного управления и политики Государственного университета управления.
В 2005—2015 годах — председатель Диссертационного совета Д.212.049.13 для рассмотрения докторских и кандидатских диссертаций по специальностям: 00.02 — «Политические институты, процессы и технологии» (по политическим наукам), 07.00.02 — «Отечественная история» (по историческим наукам), 24.00.01 — «Теория и история культуры» (по философским наукам) при Государственном университете управления
С 2010 года по настоящее время — заведующий кафедрой государственного управления и политических технологий Государственного университета управления.

## Научная деятельность
Опубликовал более 200 научных статей и монографий, в том числе первое в постперестроечной России монографическое исследование о русской послеоктябрьской эмиграции «В поисках России: общественно-политическая мысль русского зарубежья о революции 1917 г., большевизме и будущих судьбах российской государственности (историко-политический анализ)» (СПб., 1996). Автор известных в вузовской среде учебников по истории государственного управления в России, административной и политической этике.
В 2018 году под редакцией профессора Н. А. Омельченко были изданы 4 тома коллективной монографии «История России» (издательство Инфра-М), подготовленные по результатам проекта № 33.12891.2018/12.1 «Подготовка и выпуск многотомного издания „История России“», выполняемого ГУУ в рамках государственного задания Минобрнауки России.
В 2019 году Н. А. Омельченко принял участие в научном проекте № 19-011-31560, поддержанном РФФИ и АНО ЭИСИ, по теме «Русская культурная доминанта как основа российской политической идентичности» (руководитель д.и.н., проф. Н. А. Омельченко).
В своих научных работах Н. А. Омельченко обосновывает своеобразие и самобытность русской цивилизации и национальной модели государственного управления, в исторической ретроспективе исследует проблемы влияния национальной политической культуры на отечественную политическую практику и государственное управление.

## Научные труды
- В поисках «новой» России (к вопросу о политической программе «евразийства») // Культура русского зарубежья (М.: Российский институт культурологии, 1995);
- Русский опыт. Революция 1917 года и политическая практика большевизма в общественно-политической жизни русского зарубежья 1917- начала 1930-х гг. Монография (М.: ГАУ, 1995);
- В поисках России: общественно-политическая мысль русского зарубежья о революции 1917 г., большевизме и будущих судьбах российской государственности (историко-политический анализ). Монография. (СПб.: Изд-во РХГИ, 1996);
- Н. М. Карамзин против М. М. Сперанского или к вопросу о традиционных основах и перспективах развития государственной власти в России // Вестник университета (Государственный университет управления), 1999, № 4;
- Политическая культура общества и реформы государственной власти и управления // Маркетинг, 2005, № 6 (85);
- М. Сперанский и Н. Карамзин: две стратегии для России // Актуальные проблемы политики и политологии в России / Под общ. ред. В. С. Комаровского (М.: РАГС, 2006);
- К вопросу о характере и истоках «русской модели» власти и управления // Вестник университета. Государственное и муниципальное управление. М.: ГУУ, 2008. № 1 (10);
- Свобода или порядок (к вопросу о консервативной и либеральной традиции в России) // Власть. 2009. № 4;.
- Русский опыт: П. Б. Струве об истоках и смысле русской революции и политической практике советского коммунизма // Вестник университета (Государственный университет управления). № 8;
- Родословная русского политического радикализма (историко-политический анализ) // Вестник университета (Государственный университет управления). № 25;
- Публичная политика в России: политический миф или реальность? // Вестник университета (Государственный университет управления). № 22 (В соавт. с Ю. В. Гимазовой);
- Этатистский соблазн: власть и общество в России в контексте становления и эволюции национальной государственности // Право и политика. 2010. № 6;
- Территория власти или власть территории (к вопросу о соотношении автократических и этнократических начал в истории российской государственности) // Вестник университета (Государственный университет управления). № 4 (В соавторстве с Ю. В. Гимазовой);
- Россия и демократия. Поклонение идолу или к вопросу об архетипах русской политической культуры // Политический маркетинг. М., 2011. № 5 (В соавт. с Ю. В. Гимазовой);
- Социальная ответственность государственной и муниципальной службы: проблемы актуализации и институционализации // Вестник университета (Государственный университет управления). — 2012. — № 4;
- Русские антиномии и судьбы национальной государственности (политические споры о прошлом и будущем демократического транзита в России // Проблемы управления в реальном секторе экономики: вызовы модернизации. (Актуальные проблемы управления — 2012): материалы Международной конференции Международная научно-практической конференции. Вып. I / Государственный университет управления. — Проблемы управления в реальном секторе экономики: вызовы модернизации. (Актуальные проблемы управления — 2012): материалы Международной конференции Международная научно-практической конференции. Вып. I / Государственный университет управления. — М.: ГУУ, 2012;
- Народное представительство и судьбы парламентаризма в истории России (из опыта становления и эволюции российского парламентаризма в начале XX века) // Вестник университета (Государственный университет управления). 2013, № 8;
- О демократическом идолопоклонничестве, химерах русского политического либерализма и демократии в России // NB: Проблемы общества и политики. — 2013. — № 9. — С.153-182. DOI: 10.7256/2306-0158.2013.9.9254. URL: http://e-notabene.ru/pr/articlehtml (В соавт. с Ю. В. Гимазовой);
- О понятии «государственность», традиционных основах, условиях и факторах формирования российской государственности // Вестник университета (Государственный университет управления), 2013, № 20;
- К вопросу о методологии изучения социально-ориентированных некоммерческих организаций российской политической наукой // Вестник университета (Государственный университет управления), 2014, № 7 (В соавт. с Ю. В. Гимазовой);
- Факторы генезиса российской модели межсекторного социального партнерства // Вестник университета (Государственный университет управления), 2014, № 16 (В соавт. с Ю. В. Гимазовой)
- Идеи общественного договора в русской общественно-политической мысли (к вопросу о национальной специфике российской государственности) // Вестник университета (Государственный университет управления), 2015, № 17;
- «Русский опыт»: к вопросу о методологических подходах и проблемах изучения российской государственности // Politbook. 2015. № 3;
- К вопросу о разграничении политического и социального в деятельности социально ориентированных негосударственных некоммерческих организаций // Вестник университета (Государственный университет управления), 2015, № 9 (В соавт. с Ю. В. Гимазовой);
- Легитимационные практики в дореволюционной и советской России: общее и особенное // PolitBook, 2015, № 5 (В соавт. с Ю. В. Гасратовой);
- В поисках общественного идеала: проблемы российской государственности в общественно-политической мысли России (X — начало XXI вв.). Монография. / Н. А. Омельченко и др. — (М.: Издательский дом ГУУ, 2015);
- Социально-сетевые коммуникации в политическом процессе современной России: прогнозный сценарий // 2016. № 2 (В соавт. с А. В. Киркой)
- Власть и творчество: о книге Льва Троцкого «Литература и революция», классовом подходе, «воронщине» и советских вождях меценатах // PolitBook, 2016, № 3;
- «Русский этатизм» и «русский нигилизм» в политическом процессе России конца XIX — начала XX вв. // Управление, 2018, № 4;
- История России: в 4-х т. Колл. монография / Под ред. Н. А. Омельченко. — Т. 1. Генезис и эволюция русской государственности (до конца XVII в.) / Предисл. Н. А. Омельченко; отв. ред. С. В. Перевезенцев (М.: ИНФРА-М, 2018);
- История России: в 4-х т. Колл. монография / Под ред. Н. А. Омельченко. — Т. 2. Становление и развитие российской империи (XVIII — первая половина XIX вв.) / Предисл. Н. А. Омельченко; отв. ред. Н. А. Омельченко (М.: ИНФРА-М, 2018);
- История России: в 4 т. Т. 3. Россия в эпоху великих реформ и революций (вторая половина XIX века — начало 1920-х годов): коллективная монография / под ред. Н. А. Омельченко; предисл. С. П. Кострикова; отв. ред. С. П. Костриков (М.: ИНФРА-М, 2018);
- История России: в 4 т. Т. 4. Образование, развитие и распад Советского Союза. Российская Федерация в 1990-е годы : коллективная монография / под ред. Н. А. Омельченко; предисл. О. Ю. Яхшияна; отв. ред. О. Ю. Яхшиян (М.: ИНФРА-М, 2018);
- «Русская система власти» и государственные идеалы в политической истории России: к вопросу о культурно-исторической обусловленности российской политической идентичности // Politbook. 2019. № 2;
- Русская культурная доминанта и российская политическая идентичность // Politbook. 2019. № 6 (В соавт. с О. Ю. Яхшияном);
- Проблемы национальной политической идентичности в контексте идейных дискуссий в русском послеоктябрьском зарубежье // Вестник университета (Государственный университет управления), 2019, № 10;
- От «Февраля» к «Октябрю»: русская революция 1917 года в книге воспоминаний Ф. А. Степуна «Бывшее и несбывшееся» (заметки на полях знаменитых мемуаров) // Вопросы истории, 2019, № 11 (В соавт. с И. К. Харичкиным)
- «Старое» и «новое» в общественном строе и государственном управлении Московского государства накануне петровской модернизации (к историографии вопроса) // Вопросы истории, 2020, № 7 (В соавт. с И. К. Харичкиным)